# غرد سياه 1
غرد سیاه (فين) (بالفارسية: گردسیاه) هي قرية تقع في إيران في قسم فين الريفي. يقدر عدد سكانها بـ 122 نسمة في 25 عائلة.